# Телком-3
Телком-3 (англ. Telkom-3) — индонезийский телекоммуникационный космический аппарат, принадлежащий компании PT Telekomunikasi Indonesia Tbk (Джакарта). Спутник предназначался для оказания услуг телефонной связи и обеспечения телевизионного вещания в Индонезии и Индокитае. В результате аварии ракеты-носителя, спутник был оставлен на нерасчётной орбите и не может быть использован по назначению.

## История
ОАО «ИСС» выиграло тендер на создание спутника связи «Телком-3» в декабре 2008 года. Этот тендер стал третьим международным контрактом ОАО «ИСС» после КА «Sesat» и КА «АМОС-5». Конкурентами ОАО «ИСС» были Orbital Sciences с платформой Star-2, Thales Alenia Space со Spacebus и Space Systems/Loral с платформой 1300-й серии. Согласно контракту, ОАО «ИСС» разрабатывает и поставляет на орбиту КА «Телком-3», создаёт наземный комплекс управления, проводит обучение персонала и обеспечивает техническую поддержку в процессе эксплуатации.
В конце мая 2012 года, КА «Телком-3» успешно прошёл полный цикл наземных испытаний для подтверждения его корректного функционирования после запуска. Во время испытаний были проведены высокочастотные проверки спутника для подтверждения электромагнитной совместимости его радиотехнического оборудования.

## Конструкция
Спутник «Телком-3» был создан на базе платформы среднего класса «Экспресс-1000Н», которая по своим удельным техническим и эксплуатационным характеристикам более чем в два раза превосходит платформу спутников «Экспресс АМ33/44» МСС-767. Одной из особенностей платформы является комбинированная система терморегулирования, где применяется полностью резервированный жидкостный контур. Оборудование платформы было размещено на сотопанелях (с внутренним строением пчелиных сот), которые в свою очередь крепятся на изогридную («вафельную») центральную трубу. На спутнике были применены солнечные батареи на основе трёхкаскадных арсенид-галлиевых фотопреобразователей производства ОАО "НПП «Квант» (г. Москва), литий-ионные аккумуляторные батареи Saft VS 180 производства французской компании Saft и стационарные плазменные двигатели СПД-100 производства ОКБ Факел (г. Калининград) для осуществления коррекции по долготе и широте. Кроме того, различные элементы конструкции спутника были выпущены партнерами по реализации проекта «Телком-3»: ОАО «ИРЗ» (г. Ижевск),  ОАО НПП «Геофизика-Космос» (г. Москва), ОАО НПЦ «Полюс» (г. Томск) и НИИМАШ (г. Нижняя Салда).
Хотя конструкция модуля полезной нагрузки произведена ОАО «ИСС», сами усилители, элементы антенн и другое сопутствующее оборудование были установлены французской компанией Thales Alenia Space. Спутник нёс 24 транспондера C-диапазона, 8 транспондеров C-расширенного диапазона и 10 транспондеров Ku-диапазона. Мощность, выделяемая на полезную нагрузку, составляла 5,6 кВт, срок активного существования должен был составить 15 лет. Спутник должен был размещён в точке стояния 118° в. д.
Для создания наземного комплекса управления ОАО «ИСС» сотрудничала с немецкой компанией Vertex Antennentechnik GmbH.

## Запуск спутника
Первоначально запуск планировался на июль 2011 года, но по различным причинам несколько раз откладывался на более поздний срок. 25 мая 2012 года спутник был доставлен на космодром Байконур для подготовки к запуску.
Запуск на орбиту спутника Telkom-3 06 августа 2012 года закончился аварией из-за проблем с разгонным блоком. В результате, спутник остался на аномально низкой орбите, откуда он не может быть использован по назначению.

## Страхование, ущерб, страховые выплаты
Спутник «Телком-3» был застрахован в индонезийском страховщике JASINDO на 185 миллионов долларов, а также в компании «АльфаСтрахование» на 7,5 миллиона долларов. Российская страховая компания передала большую часть риска в перестрахование на российском рынке. В ноябре 2012 года «АльфаСтрахование» выплатила по этому страховому случаю страховое возмещение в размере 236 359 500 рублей.